# Кьюза-ди-Сан-Микеле
Кьюза-ди-Сан-Микеле (итал. Chiusa di San Michele) — коммуна в Италии, располагается в регионе Пьемонт, в провинции Турин.
Население составляет 1602 человека (2008 г.), плотность населения составляет 267 чел./км². Занимает площадь 6 км². Почтовый индекс — 10050. Телефонный код — 011.
Покровителями коммуны почитаются святые апостолы Пётр и Павел, празднование 29 июня.

## Демография
Динамика населения:

## Администрация коммуны
- Официальный сайт: https://web.archive.org/web/20100730044109/http://www.chiusasmichele.it/